# Michael Hayne
Michael Hayne (* 17. Dezember  1937 in Köln) ist deutscher Psychoanalytiker, Gruppenanalytiker und Psychologe. Er ist Professor am Institut für Psychologie an der Universität Klagenfurt (dort auch Habilitation im Fach Psychologie unter besonderer Berücksichtigung der Psychoanalyse) sowie Dozent am Institut für psychotherapeutische Forschung, Methodenentwicklung und Weiterbildung (IPFMW) der Universität zu Köln: analytische und tiefenpsychologische Psychotherapie, Organisations- und Institutsberatung. Außerdem ist er als Supervisor tätig. Er gründete 1976 – gemeinsam mit Alice Ricciardi und Josef Shaked – die gruppenanalytischen Workshops in Altaussee, die heute von der Internationalen  Arbeitsgemeinschaft für Gruppenanalyse mit Sitz in Bonn organisiert werden. Er war lange Zeit als leitender Psychologe und Psychoanalytiker in einer psychosomatischen Klinik tätig und arbeitet seit 1985 auch in eigener Praxis in Bonn sowie als Kliniksupervisor. Er verfasste mehrere Publikationen zur Psychotherapie und zur Gruppentherapie. Sein wesentlicher Beitrag ist der innovative Gruppeneinsatz für Schwergestörte.

## Ausgewählte Publikationen
- Zum Problem der Affekte bei der Sucht, 1990, Forum der Psychoanalyse, 6, 105–115
- Gruppentherapie Schwergestörter: der Umgang mit Affekten, 1995, Jahrbuch für Gruppenanalyse, 93–106
- Grundstrukturen menschlicher Gruppen, Erkenntnisse aus Selbsterfahrungsprozessen in Altaussee im Lichte der vier Psychologien der Psychoanalyse. Papst Science Publishers, Lengerich 1997
- Stationäre Gruppentherapie, In: Grossmann-Garger/Parth: Die leise Stimme der Psychoanalyse ist beharrlich. Psychosozial-Verlag, Gießen 1999, 241–267
- Die Indikationsstellung in der Gruppentherapie, in Pritz/Vykoukal: Gruppenpsychoanalyse, 2003, 47–57
- Typische Verläufe in analytischen Gruppen, in Pritz/Vykoukal: Gruppenpsychoanalyse, 2003, 221–235
- Moderne Gruppenanalyse, hg. gemeinsam mit Dieter Kunzke, 2004, ISBN 3-89806-312-7